# Chrysogorgia rotunda
Chrysogorgia rotunda är en korallart som beskrevs av Sôichirô Kinoshita 1913. Chrysogorgia rotunda ingår i släktet Chrysogorgia och familjen Chrysogorgiidae. Inga underarter finns listade i Catalogue of Life.